# イスラム・フェルス
イスラム・サリエー・フェルス（Islam Salieh Feruz、1995年9月10日 - ）は、ソマリア・モガディシュ出身のサッカー選手。FKラドニチュキ・ニシュ所属。ポジションはフォワード。

## 経歴

### 生い立ち
家族は両親と姉妹3人。
フェルスの経歴については不明確な点が多く、ソマリアからどのようにイギリスにやって来たのかよく分かっていない。2001年にイエメン経由で移住したとも、タンザニア経由で移住したとも言われている。
5歳の時にロンドンに移住し、それからまもなくグラスゴーに引っ越した。

### クラブ
10歳でセルティックFCのアカデミーに入団。12歳の時に家族と共にソマリアに強制送還される可能性が浮上したが、トミー・バーンズ監督らの働きかけで危機を回避。最終的にイギリス国籍を取得した。
2011年9月、セルティックとの契約延長を拒否しチェルシーFCに移籍。週給2500ポンドの契約を結んだ。
2013年7月、マレーシアで開催されたプレシーズンマッチに出場した。

## タイトル
チェルシー・リザーブ
- FAユースカップ: 2011–12
- プレミアリーグ2: 2013–14